# Westminster International University in Taschkent

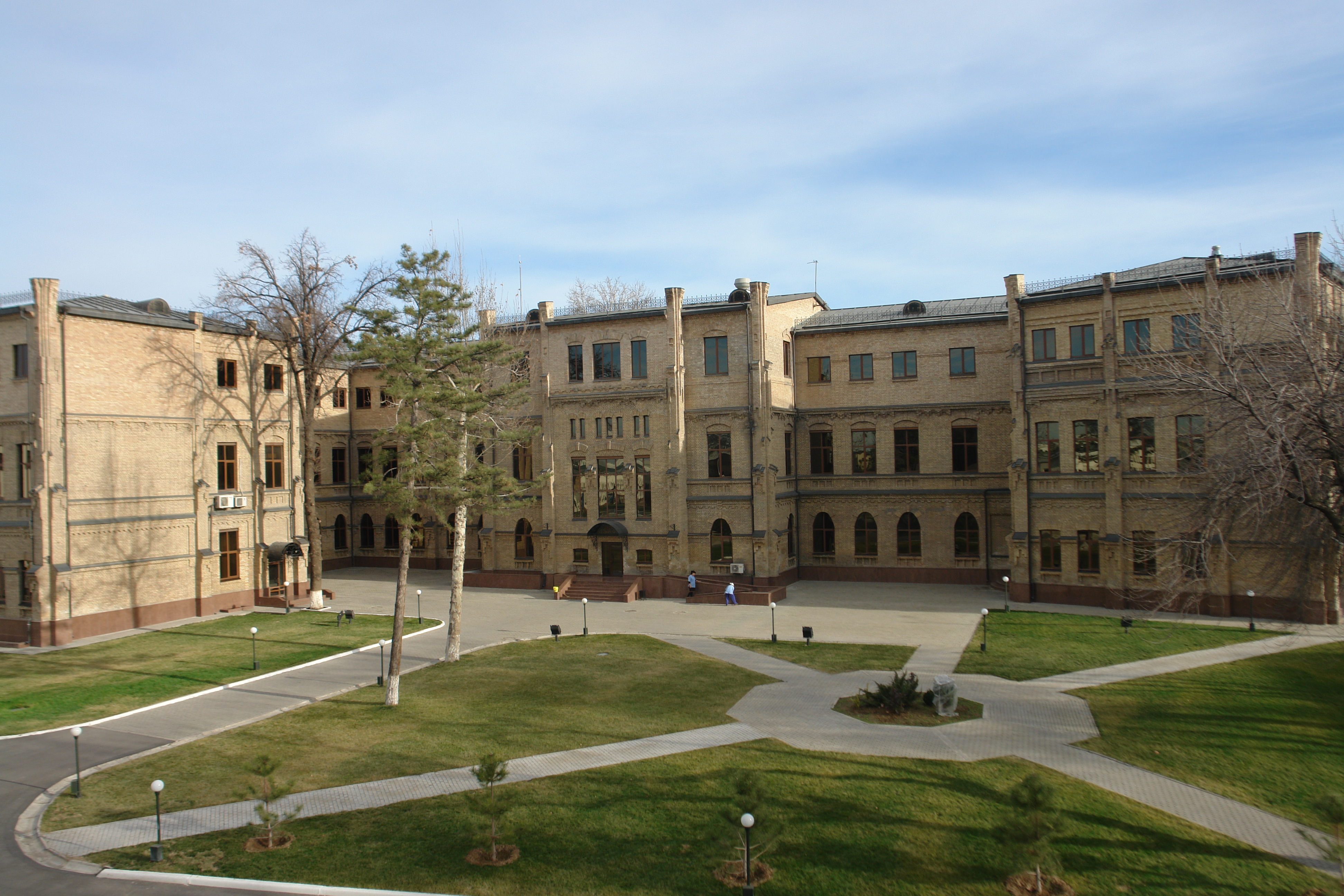
WIUT im Jahr 2015

Die Westminster International University in Taschkent, kurz WIUT, (russisch Международный Вестминстерский Университет в Ташкенте; usbekisch Toshkent Xalqaro Vestminster Universiteti; englisch Westminster International University in Tashkent) ist eine englischsprachige Universität in der usbekischen Stadt Taschkent. Sie wurde 2002 in Zusammenarbeit mit der Londoner University of Westminster und der usbekischen Regierung gegründet und bietet seitdem eine Hochschulbildung nach westlichen Maßstäben an. Unter den angebotenen Studiengängen sind beispielsweise Informatik, Betriebswirtschaftslehre oder Rechtswissenschaften. Sie zählt heute zu den prestigeträchtigsten Hochschulen des Landes und verfügt über zahlreiche Partnerschaften mit Unternehmen.